# العلاقات الصومالية الكاميرونية
العلاقات الصومالية الكاميرونية هي العلاقات الثنائية التي تجمع بين الصومال والكاميرون.

## مقارنة بين البلدين
هذه مقارنة عامة ومرجعية للدولتين:
| وجه المقارنة                                              | الصومال                        | الكاميرون                      |
| --------------------------------------------------------- | ------------------------------ | ------------------------------ |
| المساحة (كم2)                                             | 637.66 ألف                     | 475.44 ألف                     |
| عدد السكان (نسمة)                                         | 14.74 مليون                    | 24.05 مليون                    |
| الكثافة السكانية (ن./كم²)                                 | 23.12                          | 50.58                          |
| العاصمة                                                   | مقديشو                         | ياوندي                         |
| اللغة الرسمية                                             | اللغة الصومالية، اللغة العربية | لغة فرنسية، لغة إنجليزية       |
| العملة                                                    | شلن صومالي                     | فرنك وسط أفريقي                |
| الناتج المحلي الإجمالي (بليون دولار)                      | 7.37 مليار                     | 34.80 مليار                    |
| الناتج المحلي الإجمالي (تعادل القوة الشرائية) بليون دولار |                                | 72.72 مليار                    |
| الناتج المحلي الإجمالي الاسمي للفرد دولار أمريكي          | 549                            | 1.22 ألف                       |
| الناتج المحلي الإجمالي للفرد دولار أمريكي                 |                                | 2.97 ألف                       |
| مؤشر التنمية البشرية                                      |                                | 0.512                          |
| رمز المكالمات الدولي                                      | +252                           | +237                           |
| رمز الإنترنت                                              | .so                            | .cm                            |
| المنطقة الزمنية                                           | ت ع م+03:00                    | توقيت غرب أفريقيا، ت ع م+01:00 |

## منظمات دولية مشتركة
يشترك البلدان في عضوية مجموعة من المنظمات الدولية، منها:
| علم المنظمة | اسم المنظمة                                 | تاريخ انضمام الصومال | تاريخ انضمام الكاميرون |
| ----------- | ------------------------------------------- | -------------------- | ---------------------- |
|             | مؤسسة التنمية الدولية                       | 31 أغسطس 1962        | 10 أبريل 1964          |
|             | يونسكو                                      | 15 نوفمبر 1960       | 11 نوفمبر 1960         |
|             | الأمم المتحدة                               | 20 سبتمبر 1960       | 20 سبتمبر 1960         |
|             | مجموعة دول أفريقيا والكاريبي والمحيط الهادئ | ?                    | ?                      |
|             | الفريق المعني برصد الأرض                    | ?                    | ?                      |
|             | الاتحاد البريدي العالمي                     | ?                    | ?                      |
|             | البنك الدولي للإنشاء والتعمير               | 31 أغسطس 1962        | 10 يوليو 1963          |
|             | منظمة التعاون الإسلامي                      | ?                    | ?                      |
|             | منظمة حظر الأسلحة الكيميائية                | ?                    | ?                      |
|             | الاتحاد الدولي للاتصالات                    | 28 سبتمبر 1962       | 22 ديسمبر 1960         |
|             | مؤسسة التمويل الدولية                       | 31 أغسطس 1962        | 1 أكتوبر 1974          |
|             | المركز الدولي لتسوية المنازعات الاستشارية   | 30 مارس 1968         | 2 فبراير 1967          |
|             | منظمة الشرطة الجنائية الدولية               | ?                    | ?                      |
|             | الاتحاد الأفريقي                            | ?                    | ?                      |
|             | البنك الإفريقي للتنمية                      | ?                    | ?                      |

## وصلات خارجية
- موقع وزارة الخارجية الصومالية
- موقع وزارة الخارجية الكاميرونية